# Ófudzsi Noburó-díj
Az Ófudzsi Noburó-díj (大藤信郎賞; Ófudzsi Noburó só; Hepburn: Ōfuji Noburō shō) egy animációs díj, amelyet a Mainichi Film Concours-on adnak át 1962 óta. Nevét Ófudzsi Noburó animátorról kapta.

## Története
Ófudzsi Noburó az első japán animátorok közé tartozott, akik nemzetközi elismerést szereztek. Ófudzsi 1961-es halála után a Mainichi díjat alapított a tiszteletére és az animációs kiválóságok elismerésére. Az Ófudzsi Noburó-díjat elsőként az 1962-es Mainichi Film Concours-on adták át Tezuka Oszamu Aru macsikado no monogatari (ある街角の物語; Hepburn: Aru machikado no monogatari) című filmjének.
A japán animációs ipar növekedésével az 1980-as évektől inkább a nagy költségvetésű stúdióprodukciók dominálnak a díjazottak között a független animátorok művei helyett, akik részére eredetileg megalapították a díjat. A probléma megoldására hozták létre az Animation Film Awardot a nagyobb produkciók számára 1989-ben, így az Ófudzsi-díjat újra kisebb műveknek ítélték meg.
Az 1990-es évektől nőtt a díjazottak köre, így Okamoto Tadanari és Kavamoto Kihacsiró stop-motion technikával készült műve, vagy Alekszandr Petrov orosz animátor 1999-es Az öreg halász és a tenger című üvegfestéssel készült animációja is elnyerte a díjat.

## Nyertesek
| Év   | Filmcím | Díjazott(ak)                                         | Forrás           |
| ---- | --- | ---------------------------------------------------- | ---------------- |
| 1962 | Aru macsikado no monogatari                                                                                               | Tezuka Oszamu                                        | [ 1 ]            |
| 1963 | Vanpaku ódzsi no orocsi taidzsi                                                                                           | teljes stáb                                          | [ 1 ]            |
| 1964 | Murder (殺人 MURDER; Szacudzsin; Hepburn: Satsujin)                                                                       | Vada Makoto                                          | [ 2 ]            |
| 1965 | Fusigina kuszuri (ふしぎなくすり; Hepburn: Fushigina kusuri)                                                              | Kuri Jódzsi, Okamoto Tadanari, Dentsu stáb           |                  |
| 1966 | Tenrankai no e (展覧会の絵)                                                                                               | Tezuka Oszamu                                        | [ 3 ]            |
| 1967 | Nihiki no szanma (二匹のサンマ; Hepburn: Nihiki no sanma) és Heja (部屋; Hepburn: Heya)                                   | Kuri Jódzsi                                          | [ 4 ]            |
| 1968 | Minikui ahiru no ko (みにくいあひるのこ)                                                                                  | Gakken                                               |                  |
| 1969 | Jaszasii Lion (やさしいライオン; Jaszasii Raion; Hepburn: Yasashii Raion)                                                 | Mushi Production                                     |                  |
| 1970 | Hana to mogura (花ともぐら) és Home My Home (ホーム・マイホーム; Hómu Maihómu; Hepburn: Hōmu Maihōmu)                     | Okamoto Tadanari és produkciós csapata, Nippon Video |                  |
| 1971 | Tenma no torajan (てんまのとらやん; Hepburn: Tenma no torayan)                                                            | Video Tokyo                                          |                  |
| 1972 | Oni (鬼) | Kavamoto Kihacsiró                                   |                  |
| 1973 | Namu icsibjó szokuszai (南無一病息災; Hepburn: Namu ichibyō sokusai)                                                      | Echo                                                 |                  |
| 1974 | Sidzsin no sógai (詩人の生涯; Hepburn: Shijin no shōgai)                                                                  | Kavamoto Kihacsiró                                   |                  |
| 1975 | Mizu no tane (水のたね)                                                                                                   | Okamoto Tadasi                                       |                  |
| 1976 | Dódzsódzsi (道成寺; Hepburn: Dōjōji)                                                                                      | Kavamoto Kihacsiró                                   |                  |
| 1977 | Nidzsi ni mukatte (虹に向かって; Hepburn: Niji ni mukatte)                                                                | Dentsu                                               |                  |
| 1978 | nem osztották ki | nem osztották ki                                     | nem osztották ki |
| 1979 | III. Lupin: Cagliostro kastélya                                                                                           | Mijazaki Hajao                                       | [ 5 ]            |
| 1980 | Speed (スピード; Szupído; Hepburn: Supīdo)                                                                                | Furukava Taku                                        |                  |
| 1981 | Cello hiki no Gauche | Takahata Iszao                                       | [ 6 ]            |
| 1982 | Okon dzsóruri (おこんじょうるり; Hepburn: Okon jōruri)                                                                    |                                                      |                  |
| 1983 | Mezítlábas Gen | Maszaki Mori                                         | [ 7 ]            |
| 1984 | Nauszika – A szél harcosai                                                                                                | Mijazaki Hajao                                       | [ 8 ]            |
| 1985 | Ginga tecudó no joru | Szugii Giszaburó                                     | [ 9 ]            |
| 1986 | Laputa – Az égi palota | Mijazaki Hajao                                       | [ 10 ]           |
| 1987 | Mori no denszecu (森の伝説; Hepburn: Mori no densetsu)                                                                    | Tezuka Oszamu                                        | [ 11 ]           |
| 1988 | Totoro – A varázserdő titka                                                                                               | Mijazaki Hajao                                       | [ 12 ]           |
| 1989 | nem osztották ki | nem osztották ki                                     | nem osztották ki |
| 1990 | Ibara hime, matava nemuri hime (いばら姫、またはねむり姫; Hepburn: Ibara hime, matawa nemuri hime)                        | Kavamoto Kihacsiró                                   |                  |
| 1991 | Csúmon no ói rjóriten | Tadanari Okamoto                                     |                  |
| 1992 | nem osztották ki | nem osztották ki                                     | nem osztották ki |
| 1993 | Ginga no szakana (銀河の魚; Hepburn: Ginga no sakana)                                                                     | Tamura Sigeru                                        |                  |
| 1994 | nem osztották ki | nem osztották ki                                     | nem osztották ki |
| 1995 | Emlékek | Ótomo Kacuhiro                                       | [ 13 ]           |
| 1996 | Ruszuban (るすばん; Hepburn: Ruszuban)                                                                                    | N&G Production                                       |                  |
| 1997 | nem osztották ki | nem osztották ki                                     | nem osztották ki |
| 1998 | Mizu no szei kappa hjakuzu (水の精河童百図; Hepburn: Mizu no sei kappa hyakuzu)                                           | Sirokumi                                             |                  |
| 1999 | Az öreg halász és a tenger                                                                                                | Alekszandr Petrov és a technikai stáb                | [ 14 ]           |
| 2000 | Blood: Az utolsó vámpír                                                                                                   | Kitakubo Hirojuki                                    | [ 15 ]           |
| 2001 | Kudzsira tori (くじらとり; Hepburn: Kujira tori)                                                                          | Mijazaki Hajao                                       | [ 16 ]           |
| 2002 | Szennen dzsojú (Millennium Actress)                                                                                       | Kon Szatosi                                          | [ 17 ]           |
| 2003 | Fuju no hi (Winter Days)                                                                                                  |                                                      |                  |
| 2004 | Mind Game | Juasza Maszaaki                                      | [ 18 ]           |
| 2005 | tough guy! | Kisimoto Sintaró                                     |                  |
| 2006 | Tekkonkinkreet – Harcosok városa                                                                                          | Michael Arias                                        | [ 19 ]           |
| 2007 | Kafka: Inaka isha (A Country Doctor)                                                                                      | Jamamura Kódzsi                                      | [ 20 ]           |
| 2008 | Ponyo a tengerparti sziklán                                                                                               | Mijazaki Hajao                                       | [ 21 ]           |
| 2009 | Densin-Basira Elemi no koi                                                                                                | Nakata Hideto, Sovat Theater                         |                  |
| 2010 | nem osztották ki | nem osztották ki                                     | nem osztották ki |
| 2011 | 663114 | Hirabajasi Iszamu                                    |                  |
| 2012 | Combustible | Ótomo Kacuhiro                                       | [ 22 ]           |
| 2013 | Umi ni ocsita cuki no hanasi (海に落ちた月の話; Hepburn: Umi ni ochita tsuki no hanashi; The Moon That Fell Into the Sea) | Oda Akira                                            | [ 23 ] [ 24 ]    |
| 2014 | Jodomi no szavagi (澱みの騒ぎ; Hepburn: Yodomi no sawagi; Crazy Little Thing)                                             | Onohana                                              |                  |

 megjegyzés Az év a díjazási évet jelöli, a díjkiosztás a következő évre esett.

## Fordítás
- Ez a szócikk részben vagy egészben  a(z)   Ōfuji Noburō Award című angol Wikipédia-szócikk ezen változatának fordításán alapul.  Az eredeti cikk szerkesztőit annak laptörténete sorolja fel. Ez a jelzés csupán a megfogalmazás eredetét és a szerzői jogokat jelzi, nem szolgál a cikkben szereplő információk forrásmegjelöléseként.
- Ez a szócikk részben vagy egészben  a(z)   大藤信郎賞 című japán Wikipédia-szócikk ezen változatának fordításán alapul.  Az eredeti cikk szerkesztőit annak laptörténete sorolja fel. Ez a jelzés csupán a megfogalmazás eredetét és a szerzői jogokat jelzi, nem szolgál a cikkben szereplő információk forrásmegjelöléseként.